# خورشید صبح (سرده)
خورشید صبح (نام علمی: Zoegea) نام یک سرده از تیره کاسنیان است.